# Toyota Gazoo Racing WRT

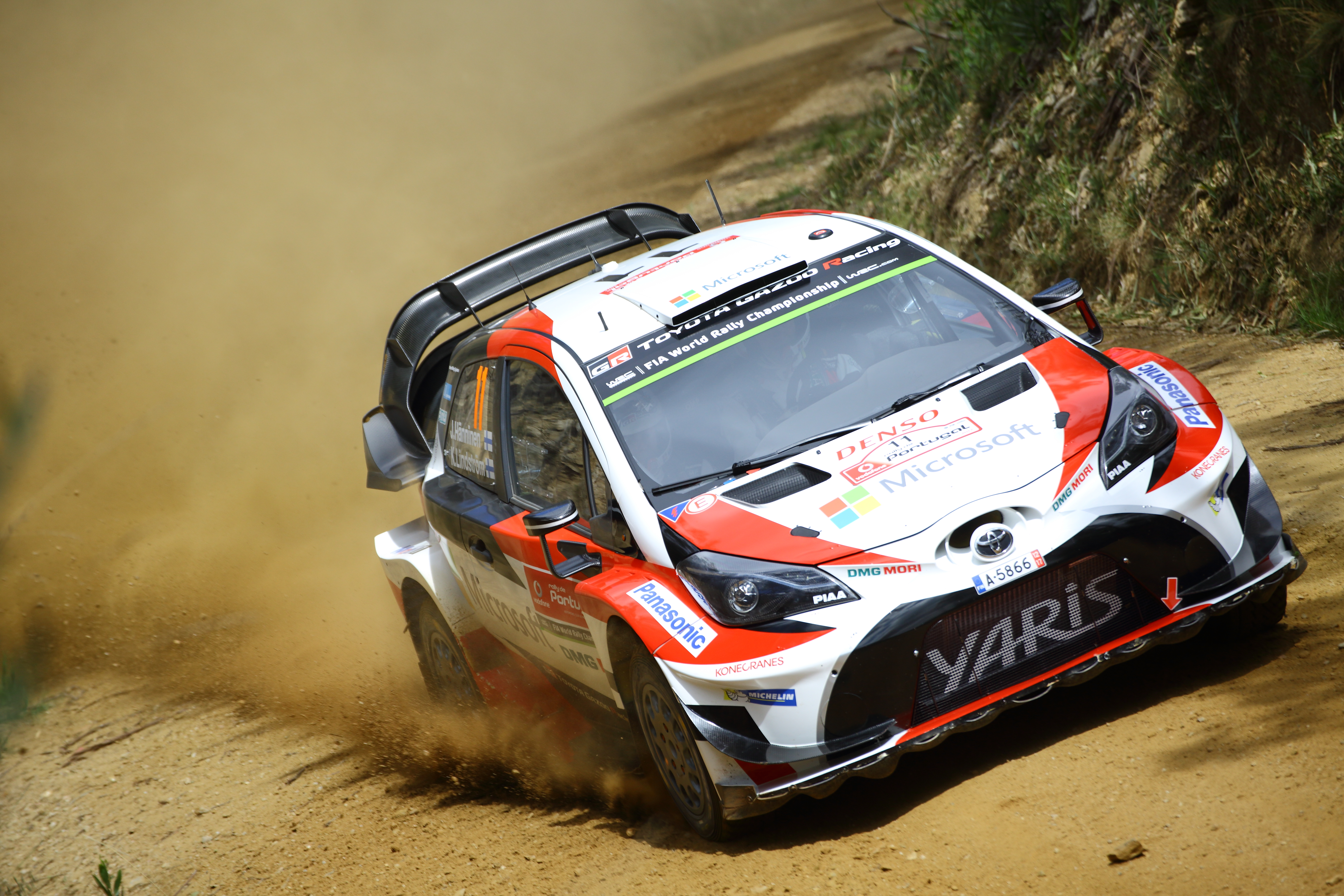
Samochód zespołu Toyota GAZOO Racing WRT Toyota Yaris WRC

Toyota GAZOO Racing WRT – zespół rajdowy startujący w Rajdowych Mistrzostwach Świata od sezonu 2017, prowadzony przez firmę motoryzacyjną Toyota. Główna siedziba zespołu znajduje się w fińskim mieście Jyväskylä, natomiast baza serwisowa w Estonii, pod Tallinnem. Zespołowi przewodzi fiński kierowca rajdowy, czterokrotny mistrz świata, Tommi Mäkinen.

## Sezon 2017
W swoim inauguracyjnym sezonie w WRC ekipa Toyota GAZOO Racing WRT wystartowała we wszystkich trzynastu rundach. W pierwszych pięciu zespół wystawił dwa Yarisy WRC, za których kierownicami zasiedli Jari-Matti Latvala i Juho Hänninen. W Rajdzie Portugalii do dwójki dołączył Esapekka Lappi, dotychczasowy kierowca testowy, który poprowadził w trzecią Toyotę. W takim składzie zespół kontynuował rywalizację aż do ostatniej rundy sezony, w czasie której ekipa ponownie wystartowała w dwóch autach. Mniejsza reprezentacja była spowodowana odejściem z zespołu Juho Hänninena.
Największymi sukcesami ekipy Toyota GAZOO Racing w debiutanckim sezonie WRC były zwycięstwa w Rajdzie Szwecji i Rajdzie Finlandii.

### Rajdy

#### Rajd Monte Carlo
Jari-Matti Latvala i Miika Anttilla zajęli 2. miejsce ze stratą 2 minut 15 sekund do lidera. Juho Hänninen i Kaj Lindström zajęli 16. miejsce, tracąc 32 minuty 16,8 s. Po pierwszym rajdzie sezonu Toyota Gazoo Racing zajęła 2. miejsce w tabeli.

#### Rajd Szwecji
Jari-Matti Latvala zajął 1. miejsce po wygraniu 6 odcinków specjalnych. Łączny czas wyniósł 2 h 36 min 3,6 s. Było to jego 17. zwycięstwo w karierze, 4. w Rajdzie Szwecji. Podczas piątkowego etapu Juho Hänninen miał wypadek, ale wrócił na trasę. Kierowca dojechał na metę jako 23. ze stratą 23 min 5,6 s. Po drugiej rundzie WRC2017 Latvala zajął 1. miejsce w tabeli, a Toyota Gazoo Racing 2. miejsce.

#### Rajd Meksyku
Latvala zajął 6. miejsce z czasem o 4 min 40.3 s słabszym od lidera, a Hänninen dojechał jako 7. z czasem o 5 min 06.2 s gorszym od lidera.

#### Rajd Francji(Korsyki)
Latvala zajął 4. miejsce z czasem 3:24:03.0, o 1 min 09.6 s słabszym od lidera.

#### Rajd Argentyny
Latvala zajął 5. miejsce z czasem 3:39:58.7, tracąc 1 min 48.1 s do lidera. Hänninen dojechał jako 7, tracąc 11 min 16.9 s do lidera (3:49:27.5).

#### Rajd Portugalii
W rajdzie wystartowały 3 Yarisy WRC. Hänninen (#11) zajął 7. miejsce, z czasem 3:46:44.6, tracąc 3 min 48.9 s. Latvala zajął 9. miejsce, tracąc 5 min 43.6 s. Debiutujący w WRC Lappi dojechał do mety jako 10., tracąc 8 min 13.3 s.

#### Rajd Włoch
W Rajdzie Włoch ponownie wystawiono trzy auta. Jari-Matti Latvala ukończył rywalizację na drugim miejscu, czwarty był Esapekka Lappi, a szóstą pozycję na mecie zajął Juho Hänninen.

#### Rajd Polski
W Rajdzie Polski w Mikołajkach Toyota wystawiła 3 Yarisy WRC. Jari-Matti Latvala wygrał 4 odcinki specjalne, w tym Power Stage w Paprotkach o długości 18,68 km, gdzie zdobył 5 punktów. W sobotę, w drugim dniu rajdu przerwał udział w rajdzie z powodu problemów technicznych, ale powrócił w niedzielę, by zawalczyć o punkty w Power Stage. Latvala zajął w rajdzie 20. miejsce z czasem 3:08:47.1, o 28:01.0 słabszym od lidera, Thierry'ego Neuville'a.
Juho Hänninen zakończył Rajd Polski na 10. pozycji z czasem 2:45:39.8, ze stratą 4:53.7 do lidera. Esapekka Lappi nie ukończył rajdu.

#### Rajd Finlandii
W Rajdzie Finlandii wystartowały trzy Toyoty Yaris WRC. Triumfatorem i jednocześnie największą sensacją rajdu okazał się 26-letni debiutant Esapekka Lappi, który z czasem 2h 29m 26,9s wywalczył swym Yarisem WRC pierwsze miejsce. Juho Hänninen był trzeci, ze stratą zaledwie 0,3 sekundy w stosunku do drugiego miejsca na podium. Jari-Matti Latvala, który wygrał z rzędu aż pięć odcinków, musiał się jednak w pewnym momencie wycofać i ostatecznie został sklasyfikowany na 21. miejscu.

#### Rajd Niemiec
W Rajdzie Niemiec najwyższą pozycję spośród kierowców TOYOTA GAZOO Racing zajął Juho Hänninen, ze stratą 1m 49.2s do zwycięzcy. Fin osiągnął najlepszy czas na najdłuższym odcinku specjalnym tegorocznego rajdu – Panzerplatte 1. Na siódmej pozycji uplasował się ostatecznie Jari-Matti Latvala, którego spowolniły problemy z zapłonem i przebita opona. Na 21. miejscu zmagania ukończył Esapekka Lappi.

#### Rajd Hiszpanii
Tylko jeden z kierowców Yarisów WRC – Juho Hänninen – ukończył Rajd Hiszpanii, dojeżdżając do mety na czwartej pozycji. Jari-Matti Latvala, chociaż uzyskał najlepszy czas na 4. odcinku specjalnym, na następnym OS-ie uderzył w przeszkodę i uszkodził układ olejowy, co nie pozwoliło mu ukończyć zmagań. Podobny pech spotkał Esapekka Lappiego, który zderzył się ze stojącą przy trasie barierą.

#### Rajd Wielkiej Brytanii
W rajdzie Wielkiej Brytanii Yarisa WRC najszybciej poprowadził Jari-Matti Latvala, zajmując 5. miejsce. Na 9. pozycji uplasował się Esapekka Lappi. Zmagań nie ukończył Juho Hänninen, którego Yaris na jednym z odcinków uderzył w belę słomy, co uszkodziło zawieszenie oraz nadwozie jego auta i zmusiło go do wycofania się z rajdu. Dla Fina był to ostatni występ w sezonie, zawodnik żegna się z zespołem. W przyszłym roku jego miejsce zajmie Ott Tänak.

#### Rajd Australii
W Rajdzie Australii zespół Toyoty reprezentowały dwa Yarisy WRC. Esapekka Lappi zmagał się z problemami z wspomaganiem kierownicy i ukończył rajd na 6. pozycji. Jeszcze mniej szczęścia miał Jari-Matti Latvala. Na ostatnim odcinku specjalnym jego auto zahaczyło kołem o znajdujący się przy drodze pień drzewa. Uszkodzenia zmusiły Fina do wycofania się z rywalizacji tuż przed jej zakończeniem.

## Sezon 2018
Drugi sezon startów w Rajdowych Mistrzostwach Świata Toyota rozpoczęła z trzema kierowcami – do Latvali i Lappiego dołączył Ott Tänak wraz z pilotem Martinem Järveoją. Wcześniej zawodnicy reprezentowali ekipę M-Sport World Rally Team.

### Rajdy

#### Rajd Monte Carlo
W najstarszym rajdzie na świecie dwie Toyoty Yaris zameldowały się na podium. Drugie miejsce zajął Ott Tänak, który przez cały rajd deptał po piętach  Sébastienowi Ogierowi, a na trzecim miejscu dojechał Jari-Matti Latvala. Siódmą lokatę zdobył Esapekka Lappi. Jego rezultat byłby pewnie wyższy, gdyby nie błąd na 17. odcinku specjalnym.

#### Rajd Szwecji
Wszystkie trzy Yarisy WRC ukończyły Rajd Szwecji. Najszybszym kierowcą był Esapekka Lappi, który dojechał do mety na 4. pozycji. Jari-Matti Latvala i Ott Tanak zajęli kolejno 7. i 9. miejsce. Dużym wyzwaniem dla kierowców był grząski śnieg.

#### Rajd Meksyku
Szutrowy Rajd Meksyku nie był zbyt szczęśliwy dla zawodników Toyoty. Najlepszą lokatę zdobył Jari-Matti Latvala, który dojechał do mety na 8. pozycji. Esapekka Lappi zdobył 11. miejsce, a Ott Tanak z powodu awarii turbosprężarki 14. lokatę.

#### Rajd Korsyki
Na Rajdzie Korsyki dobrze zaprezentował się Ott Tänak, który stanął na drugim stopniu podium. Esapekka Lappi dojechał do mety na 6. lokacie. Z powodu zderzenia z drzewem z rajdu musiał wycofać się Jari-Matti Latvala.

#### Rajd Argentyny
Druga runda w kalendarzu WRC rozgrywana na zachodniej półkuli zakończył się zwycięstwem Otta Tänaka. Kierowca wygrał 10 odcinków specjalnych i po raz pierwszy wygrał rajd za kierownicą Yarisa WRC. Na 8. pozycji dojechał do mety Esapekka Lappi, który zmagał się z przebiciami opon. Rywalizacji nie udało się ukończyć Jariemu-Mattiemu Latvali. Auto kierowcy uderzyło w ukrytą za zakrętem skałę, co spowodowało poważne uszkodzenie zawieszenia i układu chłodzenia silnika.

#### Rajd Sardynii
Spośród kierowców zespołu Toyoty najlepszą formę w czasie Rajdu Sardynii zaprezentował Esapekka Lappi, który od początku notował dobre czasy i utrzymywał się w czołówce klasyfikacji. Ostatecznie młodemu kierowcy udało się ukończyć rywalizację na trzecim miejscu. Jari-Matti Latvala również utrzymywał dobre tempo, jednak problemy z alternatorem i błąd, w wyniku którego na Power Stage w jego Yarise WRC zgasł silnik sprawiły, że kierowca ukończył rajd na 7. lokacie. Ott Tanak uszkodził system chłodzenia w Yarisie WRC w czasie lądowania po wysokim skoku, co zmniejszyło jego szanse na wysokie miejsce i dojechał do mety na 9. pozycji.

#### Rajd Finlandii
Szutrowy Rajd Finlandii zakończył się zwycięstwem Otta Tänaka, który wygrał w sumie 12 odcinków specjalnych. Jari-Matti Latvala dojechał do mety na trzecim miejscu, mając na koncie trzy wygrane OS-y. Tyle samo zwycięstw oesowych zdobył trzeci kierowca Toyoty, Esapekka Lappi, jednak z powodu wypadku nie ukończył rajdu. W czasie tej rundy kierowcy Toyoty wygrali łącznie 18 z 23 odcinków specjalnych.

#### Rajd Niemiec
W Rajdzie Niemiec po raz kolejny najlepszym kierowcą okazał się Ott Tänak, zapewniając Yarisowi WRC pierwsze zwycięstwo na nawierzchni asfaltowej. Na trzecim miejscu znalazł się Esapekka Lappi. Jari-Matti Latvala nie ukończył rywalizacji z powodu problemów technicznych na pierwszym OS-ie ostatniego dnia rajdu.

#### Rajd Turcji
Rajd Turcji 2018 zakończył się trzecim z rzędu zwycięstwem Otta Tänaka w sezonie. Estoński kierowca był o 22 sekundy szybszy od kolegi z zespołu, Jariego-Mattiego Latvali, sklasyfikowanego na drugim miejscu. Trzeci z reprezentantów zespołu Toyoty – Esapekka Lappi – nie ukończył rywalizacji z powodu poważnego uszkodzenia auta, będącego rezultatem wypadnięcia z trasy. Wyniki kierowców sprawiły, że zespół Toyota Gazoo Racing WRT znalazł się na pierwszym miejscu w klasyfikacji producentów.

#### Rajd Wielkiej Brytanii
Na Rajdzie Wielkiej Brytanii 2018 Toyota podtrzymała passę i zdobyła kolejne w sezonie podwójne podium. Na jego drugim miejscu stanął Jari-Matti Latvala, a na trzeciej lokacie został sklasyfikowany kierowca Yarisa WRC nr 9, Esapekka Lappi. Ott Tänak po 15. odcinku specjalnym był liderem rajdu z przewagą 48 s, ale na następnym OS-ie w wyniku uszkodzenia chłodnicy musiał przerwać rywalizację i ostatecznie został sklasyfikowany na 19 miejscu.

#### Rajd Australii
Zwycięzcą Rajdu Australii został Jari-Matti Latvala, a czwarte miejsce zajął Esapekka Lappi, dla którego był to ostatni występ w barwach Toyoty. Ott Tänak również notował bardzo dobre czasy, wygrał 8 odcinków specjalnych i był bliski zwycięstwa, jednak na przedostatnim OS-ie uderzył w drzewo. Dzięki zwycięstwu Latvali Toyota zdobyła mistrzostwo świata w klasyfikacji konstruktorów.

## Sezon 2019
W trzecim sezonie ekipy Toyota Gazoo Racing WRT w Rajdowych Mistrzostwach Świata Toyotę reprezentowali Ott Tänak, Jari-Matti Latvala i Kris Meeke.

### Rajdy

#### Rajd Monte Carlo
Sezon 2019 Toyota rozpoczęła od trzeciego miejsca Otta Tänaka. Gdyby nie przebicie opony na 7. odcinku, wynik estońskiego kierowcy prawdopodobnie byłby lepszy. Jari-Matti Latvala zajął piąte miejsce, a debiutujący w Toyotcie Kris Meeke dojechał do mety na szóstej lokacie.

#### Rajd Szwecji
Rajd Szwecji zakończył się zwycięstwem Otta Tänaka. Estoński kierowca Toyoty zdobył pełną pulę punktów i zajął pozycję lidera w klasyfikacji generalnej mistrzostw. Z szóstym czasem do mety dojechał Kris Meeke, a 21. lokatę zajął Jari-Matti Latvala, dla którego był to rekordowy, 197.występ w WRC. Żaden inny kierowca nie osiągnął takiego wyniku. Latvala w drugi dzień rajdu utknął w śnieżnej bandzie, co pozbawiło go szans na zwycięstwo. W prywatnie wystawionym Yarisie WRC wystartował również dwukrotny mistrz świata, Marcus Grönholm. Kierowca zajął 38. miejsce.

#### Rajd Meksyku
Najlepszym reprezentantem Toyoty na Rajdzie Meksyku był Ott Tänak, który zajął 2. miejsce i pozostał liderem klasyfikacji generalnej WRC. Na 5. miejscu do mety dojechał Kris Meeke, który przez pewien czas prowadził w rajdzie, ale spadł o cztery pozycje przez pęknięcie opony. Jari-Matti Latvala zajął 8. miejsce.

#### Rajd Korsyki
W czasie Rajdu Korsyki kierowcy Toyoty zmagali się z problemami z przebitymi oponami. Z tego powodu szanse na wygraną stracili już w pierwszego dnia Kris Meeke i Jari-Matti Latvala, którzy ostatecznie ukończyli rywalizację kolejno na 9. i 10 miejscu. W sobotę podobna sytuacja spotkała Otta Tänaka i w efekcie estoński kierowca dojechał do mety na 6. miejscu.

#### Rajd Argentyny
Najszybszym kierowcą Toyoty w czasie Rajdu Argentyny 2019 był Chris Meeke, który ukończył rywalizację na 4. miejscu. Tuż za nim znalazł się Jari-Matti Latvala, a Ott Tänak dojechał do mety na 8. pozycji. Dzięki takim wynikom Toyocie udało się awansować na 2. miejsce w klasyfikacji producentów.

#### Rajd Chile
W 2019 roku Rajd Chile po raz pierwszy znalazł się w kalendarzu WRC. Zwycięzcą nowej imprezy został Ott Tänak, który jednocześnie awansował na 2. lokatę w tabeli kierowców. Kris Meeke dojechał do mety na 10. miejscu, a na 11. lokacie szutrową rywalizację zakończył Jari-Matti Latvala.

#### Rajd Portugalii
Rywalizacja w Portugalii zakończyła się kolejnym zwycięstwem Otta Tänaka, który zmniejszył straty do prowadzącego w klasyfikacji generalnej Sebastiena Ogiera do dwóch punktów. Do 11. odcinka specjalnego na 2. i 3. miejscu znajdowali się pozostali reprezentanci Toyoty – kolejno Jari-Matti Latvala i Kris Meeke. Jednak ostatecznie Latvala ukończył rywalizację ostatecznie na 7. miejscu, a Kris Meeke urwał koło na ostatnim odcinku i nie dojechał do mety.

#### Rajd Sardynii
Najwyżej notowanym kierowcą Toyoty w Rajdzie Sardynii był Ott Tänak. Jeszcze przed ostatnim odcinkiem specjalnym Estończyk był liderem i miał przewagę prawie 30 s na nad kolejnym rywalem. Problem z układem kierowniczym sprawiły jednak, że dojechał do mety ostatecznie na 5. lokacie. Nie przeszkodziło mu to natomiast w objęciu prowadzenia w klasyfikacji generalnej WRC. Koledzy Tanaka z zespołu – Kris Meeke i Jari-Matti Latvala – zajęli odpowiednio 8. i 11. miejsce.

#### Rajd Finlandii
Tak jak rok wcześniej zwycięzcą Rajdu Finlandii został Ott Tanak, który dodatkowo umocnił się na pozycji lidera w klasyfikacji generalnej kierowców. Estoński kierowca zgarnął komplet punktów – nie tylko wygrał rywalizację, ale także Power Stage. Na podium znalazł się jeszcze jeden reprezentant Toyoty – Jari-Matti Latvala, który zajął 3. miejsce. Kris Meeke nie ukończył rajdu po zderzeniu z kamieniem ostatniego dnia rywalizacji.

#### Rajd Niemiec
Rywalizacja w asfaltowym Rajdzie Niemiec była dla Toyoty wyjątkowo udana. Kierowcy Yarisów WRC zajęli wszystkie miejsca na podium. Na najwyższym stanął Ott Tänak, dla którego było to już piąte zwycięstwo w sezonie, drugie miejsce zajął Kris Meeke, a trzecie Jari-Matti Latvala. To pierwszy taki przypadek od czterech lat, kiedy kierowcy jednego zespołu zajęli całe podium. Toyota taki wynik osiągnęła ostatni raz 23 lata temu. Świetny rezultat kierowców japońskiej marki sprawił, że strata zespołu Toyota GAZOO Racing WRT do lidera klasyfikacji generalnej spadła do ośmiu punktów.

#### Rajd Turcji
Szutrowy Rajd Turcji był wyjątkowo trudną przeprawą dla zespołu Toyoty. Liczne przebicia opon widocznie wpłynęły na wyniki. Najwyższą pozycję zajął na mecie Jari-Matti Latvala, który był szósty, a tuż za nim znalazł się Kris Meeke, a walczący o mistrzowski tytuł Ott Tänak zajął 16. lokatę.

#### Rajd Wielkiej Brytanii
W deszczowym Rajdzie Wielkiej Brytanii najlepsze tempo utrzymywali Kris Meeke i Ott Tänak. Brytyjczyk prowadził w początkowej fazie rywalizacji, a później pozycję lidera przejął Ott Tänak i utrzymał ją do samego końca, tym samym jeszcze bardziej zbliżając się do mistrzostwa. Kris Meeke ukończył rajd na czwartym miejscu, a Jari-Matti Latvala nie dojechał do mety z powodu zderzenia.

#### Rajd Hiszpanii
Ott Tänak zajął drugie miejsce w Rajdzie Hiszpanii i to wystarczyło, by sięgnął po mistrzowski tytuł. Było to pierwsze mistrzostwo kierowcy Toyoty od 1994 roku i zwycięstwa Didiera Auriola za kierownicą Celiki Turbo 4WD ST185. Na piątym miejscu do mety dojechał Jari-Matti Latvala, a Kriss Meeke był 11. Rajd Hiszpanii był ostatnią rundą WRC w sezonie 2019. Rywalizację w Australii odwołano z powodu pożarów, jakie nawiedziły ten kraj.

## Sezon 2020
Czwarty sezon rywalizacji w Rajdowych Mistrzostwach Świata zespół Toyota Gazoo Racing WRT rozpoczął z kierowcami Sebastienem Ogierem, Elfynem Evansem i Kalle Rovanperą.

### Rajdy

#### Rajd Monte Carlo
Rajdowy zespół Toyoty zaliczył dobry wejście w sezon 2020. Na podium znalazły się dwa Yarisy WRC. Drugie miejsce zajął Sébastien Ogier, a trzecie Elfyn Evans. Obaj kierowcy wygrali po cztery odcinki specjalne i przez większość rywalizacji zmieniali się na pozycji lidera. Ich drużynowy kolega Kalle Rovanperä zajął piątą pozycję. Był to jego pierwszy start w najwyższej kategorii WRC.

#### Rajd Szwecji
W Szwecji Toyota odniosła zwycięstwo i zdobyła drugie z rzędu podwójne podium. Najszybszym kierowcą był Elfyn Evans, który od początku aż do końca rajdu prowadził w klasyfikacji ogólnej. Świetny wynik zanotował też Kalle Rovanperä, który ukończył rywalizację na trzecim miejscu. Sébastien Ogier był czwarty. W Rajdzie Szwecji 2020 wystartowało łącznie pięć Toyot Yaris WRC – za kierownicą samochodu usiedli też Jari-Matti Latvala oraz Takamoto Katsuta.

#### Rajd Meksyku
Drugie zwycięstwo z rzędu w sezonie 2020 zapewnił Toyocie Sébastien Ogier. Francuz dojechał do mety z przewagą ponad 27 sekund nad drugim Ottem Tänakiem, byłym kierowcą Yarisa WRC. Elfyn Evans i Kalle Rovanperä zajęli na meksykańskich szutrach odpowiednio czwarte i piąte miejsce. Zwycięstwo w Rajdzie Meksyku pozwoliło Ogierowi objąć prowadzenie w klasyfikacji generalnej Rajdowych Mistrzostw Świata. Było to też pierwsze zwycięstwo Toyoty Yaris w tym rajdzie.

## Starty w WRC
| 2017 | Toyota Gazoo Racing WRC | Yaris WRC    |    |                    |        |        |        |        |        |        |        |        |        |        |        |        |        |     |    |     |   |     |
| 2017 | Toyota Gazoo Racing WRC | Yaris WRC    | 10 | Jari-Matti Latvala | MON 2  | SWE 1  | MEX 6  | FRA 4  | ARG 5  | POR 9  | ITA 2  | POL 20 | FIN 21 | GER 7  | ESP NU | GBR 5  | AUS NU |     | 4  | 136 | 3 | 251 |
| 2017 | Toyota Gazoo Racing WRC | Yaris WRC    | 11 | Juho Hänninen      | MON 16 | SWE 23 | MEX 7  | FRA NU | ARG 7  | POR 7  | ITA 6  | POL 10 | FIN 3  | GER 4  | ESP 4  | GBR NU | AUS    |     | 9  | 71  | 3 | 251 |
| 2017 | Toyota Gazoo Racing WRC | Yaris WRC    | 12 | Esapekka Lappi     | MON    | SWE    | MEX    | FRA    | ARG    | POR 10 | ITA 4  | POL NU | FIN 1  | GER 21 | ESP NU | GBR 9  | AUS 6  |     | 11 | 62  | 3 | 251 |
| 2018 | Toyota Gazoo Racing WRT | Yaris WRC    |    |                    |        |        |        |        |        |        |        |        |        |        |        |        |        |     |    |     |   |     |
| 2018 | Toyota Gazoo Racing WRT | Yaris WRC    | 7  | Jari-Matti Latvala | MON 3  | SWE 7  | MEX 8  | FRA NU | ARG NU | POR 24 | ITA 7  | FIN 3  | GER NU | TUR 2  | GBR 2  | ESP 8  | AUS 1  |     | 4  | 128 | 1 | 368 |
| 2018 | Toyota Gazoo Racing WRT | Yaris WRC    | 8  | Ott Tänak          | MON 2  | SWE 9  | MEX 14 | FRA 2  | ARG 1  | POR NU | ITA 9  | FIN 1  | GER 1  | TUR 1  | GBR 19 | ESP 9  | AUS NU |     | 3  | 181 | 1 | 368 |
| 2018 | Toyota Gazoo Racing WRT | Yaris WRC    | 9  | Esapekka Lappi     | MON 7  | SWE 4  | MEX 11 | FRA 6  | ARG 8  | POR 4  | ITA 3  | FIN NU | GER 3  | TUR NU | GBR 3  | ESP 7  | AUS 4  |     | 5  | 126 | 1 | 368 |
| 2019 | Toyota Gazoo Racing WRT | Yaris WRC    |    |                    |        |        |        |        |        |        |        |        |        |        |        |        |        |     |    |     |   |     |
| 2019 | Toyota Gazoo Racing WRT | Yaris WRC    | 5  | Kris Meeke         | MON 6  | SWE 6  | MEX 5  | FRA 9  | ARG 4  | CHI 10 | POR NU | ITA 8  | FIN NU | GER 2  | TUR 7  | GBR 4  | ESP 29 | AUS | 6  | 98  | 2 | 362 |
| 2019 | Toyota Gazoo Racing WRT | Yaris WRC    | 8  | Ott Tänak          | MON 3  | SWE 1  | MEX 2  | FRA 6  | ARG 8  | CHI 1  | POR 1  | ITA 5  | FIN 1  | GER 1  | TUR 16 | GBR 1  | ESP 2  | AUS | 1  | 263 | 2 | 362 |
| 2019 | Toyota Gazoo Racing WRT | Yaris WRC    | 10 | Jari-Matti Latvala | MON 5  | SWE 21 | MEX 8  | FRA 10 | ARG 5  | CHI 11 | POR 7  | ITA 11 | FIN 3  | GER 3  | TUR 6  | GBR NU | ESP 5  | AUS | 7  | 94  | 2 | 362 |
| 2020 | Toyota Gazoo Racing WRT | Yaris WRC    |    |                    |        |        |        |        |        |        |        |        |        |        |        |        |        |     |    |     |   |     |
| 2020 | Toyota Gazoo Racing WRT | Yaris WRC    | 17 | Sébastien Ogier    | MON 2  | SWE 4  | MEX 1  | EST 3  | TUR NU | ITA 3  | MNZ 1  |        |        |        |        |        |        |     | 3  | 122 | 2 | 236 |
| 2020 | Toyota Gazoo Racing WRT | Yaris WRC    | 33 | Elfyn Evans        | MON 3  | SWE 1  | MEX 4  | EST 4  | TUR 1  | ITA 4  | MNZ 26 |        |        |        |        |        |        |     | 2  | 114 | 2 | 236 |
| 2020 | Toyota Gazoo Racing WRT | Yaris WRC    | 69 | Kalle Rovanperä    | MON 5  | SWE 3  | MEX 5  | EST 5  | TUR 4  | ITA NU | MNZ 5  |        |        |        |        |        |        |     | 5  | 80  | 2 | 236 |
| 2021 | Toyota Gazoo Racing WRT | Yaris WRC    |    |                    |        |        |        |        |        |        |        |        |        |        |        |        |        |     |    |     |   |     |
| 2021 | Toyota Gazoo Racing WRT | Yaris WRC    | 8  | Ott Tänak          | MON NU | ARK 1  | CRV 4  | POR 21 | ITA 24 | KEN 3  | EST 31 | BEL 6  | GRE 2  | FIN 2  | ESP NU | MZN    |        |     | 5  | 128 | 2 | 463 |
| 2021 | Toyota Gazoo Racing WRT | Yaris WRC    | 11 | Thierry Neuville   | MON 3  | ARK 3  | CRV 3  | POR 36 | ITA 3  | KEN NU | EST 3  | BEL 1  | GRE 8  | FIN NU | ESP 1  | MZN 4  |        |     | 3  | 176 | 2 | 463 |
| 2021 | Toyota Gazoo Racing WRT | Yaris WRC    | 6  | Dani Sordo         | MON 5  | ARK    | CRV    | POR 2  | ITA 17 | KEN 12 | EST    | BEL    | GRE 4  | FIN    | ESP 3  | MZN 3  |        |     | 6  | 81  | 2 | 463 |
| 2021 | Toyota Gazoo Racing WRT | Yaris WRC    | 42 | Craig Breen        | MON    | ARK 4  | CRV 8  | POR    | ITA    | KEN    | EST 2  | BEL 2  | GRE    | FIN 3  | ESP    | MZN    |        |     | 8  | 76  | 2 | 463 |
| 2022 | Toyota Gazoo Racing WRT | Yaris Rally1 |    |                    |        |        |        |        |        |        |        |        |        |        |        |        |        |     |    |     |   |     |
| 2022 | Toyota Gazoo Racing WRT | Yaris Rally1 | 4  | Esapekka Lappi     | MON    | SWE 3  | CRV 49 | POR    | ITA 44 | KEN    | EST 6  | FIN 3  | BEL 3  | GRE 22 | NZL    | ESP    | JPN    |     | 9  | 58  | 1 | 525 |
| 2022 | Toyota Gazoo Racing WRT | Yaris Rally1 | 1  | Sébastien Ogier    | MON 2  | SWE    | CRV    | POR 51 | ITA    | KEN 4  | EST    | FIN    | BEL    | GRE    | NZL 2  | ESP 1  | JPN 4  |     | 6  | 97  | 1 | 525 |
| 2022 | Toyota Gazoo Racing WRT | Yaris Rally1 | 33 | Elfyn Evans        | MON 21 | SWE NU | CRV 5  | POR 4  | ITA 40 | KEN 2  | EST 2  | FIN 4  | BEL 2  | GRE NU | NZL NU | ESP 6  | JPN 5  |     | 4  | 134 | 1 | 525 |
| 2022 | Toyota Gazoo Racing WRT | Yaris Rally1 | 69 | Kalle Rovanperä    | MON 4  | SWE 1  | CRV 1  | POR 1  | ITA 5  | KEN 1  | EST 1  | FIN 2  | BEL 62 | GRE 15 | NZL 1  | ESP 3  | JPN 12 |     | 1  | 255 | 1 | 525 |
| 2023 | Toyota Gazoo Racing WRT | Yaris Rally1 |    |                    |        |        |        |        |        |        |        |        |        |        |        |        |        |     |    |     |   |     |
| 2023 | Toyota Gazoo Racing WRT | Yaris Rally1 | 18 | Takamoto Katsuta   | MON 6  | SWE NU | MEX 23 | CRV 6  | POR 33 | ITA 40 | KEN 4  | EST 7  | FIN 3  | GRE 6  | CHI 5  | EUR 5  | JPN 5  |     | 7  | 101 | 1 | 548 |
| 2023 | Toyota Gazoo Racing WRT | Yaris Rally1 | 17 | Sébastien Ogier    | MON 1  | SWE    | MEX 1  | CRV 5  | POR    | ITA 14 | KEN 1  | EST    | FIN    | GRE 10 | CHI    | EUR 4  | JPN 2  |     | 5  | 133 | 1 | 548 |
| 2023 | Toyota Gazoo Racing WRT | Yaris Rally1 | 33 | Elfyn Evans        | MON 4  | SWE 5  | MEX 3  | CRV 4  | POR NU | ITA 4  | KEN 3  | EST 4  | FIN 1  | GRE 2  | CHI 3  | EUR 31 | JPN 1  |     | 2  | 216 | 1 | 548 |
| 2023 | Toyota Gazoo Racing WRT | Yaris Rally1 | 69 | Kalle Rovanperä    | MON 2  | SWE 4  | MEX 4  | CRV 4  | POR 1  | ITA 3  | KEN 2  | EST 1  | FIN NU | GRE 1  | CHI 4  | EUR 2  | JPN 3  |     | 1  | 250 | 1 | 548 |
| 2024 | Toyota Gazoo Racing WRT | Yaris Rally1 |    |                    |        |        |        |        |        |        |        |        |        |        |        |        |        |     |    |     |   |     |
| 2024 | Toyota Gazoo Racing WRT | Yaris Rally1 | 18 | Takamoto Katsuta   | MON 7  | SWE 46 | KEN 2  | CRV 5  | POR 29 | ITA 40 | POL 8  | ŁOT 6  | FIN 41 | GRE 30 | CHI    | EUR 4  | JPN 4  |     | 6  | 116 | 1 | 561 |
| 2024 | Toyota Gazoo Racing WRT | Yaris Rally1 | 17 | Sébastien Ogier    | MON 2  | SWE    | KEN    | CRV 1  | POR 1  | ITA    | POL 2  | ŁOT 1  | FIN NU | GRE 16 | CHI 36 | EUR NU | JPN 2  |     | 4  | 191 | 1 | 561 |
| 2024 | Toyota Gazoo Racing WRT | Yaris Rally1 | 33 | Elfyn Evans        | MON 3  | SWE 2  | KEN 4  | CRV 2  | POR 6  | ITA 4  | POL 2  | ŁOT 5  | FIN NU | GRE 18 | CHI 2  | EUR 2  | JPN 1  |     | 2  | 210 | 1 | 561 |
| 2024 | Toyota Gazoo Racing WRT | Yaris Rally1 | 69 | Kalle Rovanperä    | MON    | SWE 39 | KEN 1  | CRV    | POR 31 | ITA    | POL 1  | ŁOT 1  | FIN NU | GRE    | CHI 1  | EUR    | JPN    |     | 7  | 114 | 1 | 561 |